# Elbit REST

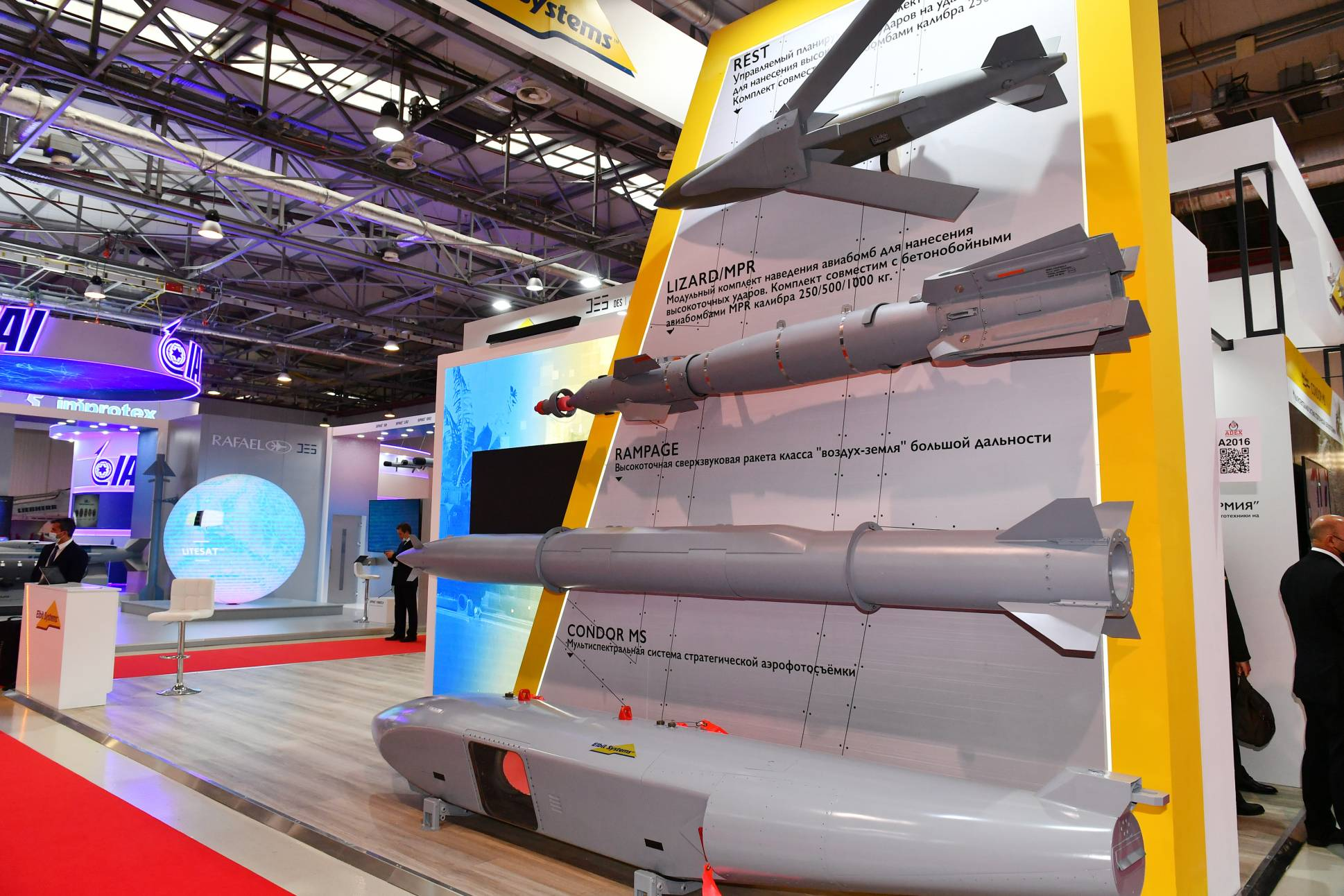
A REST bomba a kép legtetején látható

A REST (Range Extension and Smart Tail) műholdas (GNSS) és inerciális (INS) navigációt alkalmazó irányító és hatótávolság növelő készlet légibombákhoz, amelyet az izraeli Elbit Systems fejleszt és gyárt. A REST irányítókészlet illeszkedik az izraeli MPR 500, 1000 és 2000, valamint a széles körben elterjedt amerikai Mk 82, Mk 83 és Mk 84 légibombákhoz, precíziós fegyverré alakítva azokat. A navigációt és kormányzást végző farokrészen kívül készlet része egy leoldás után kinyíló szárnyszerkezet, amely akár 120 km-es távolságra is képes elrepíteni a bombát 0,9 Mach induló sebesség és 11000 méteres indítási magasság esetén. A navigációt végző farokrész önmagában is alkalmazható, de ebben az esetben a bomba hatótávolsága csupán 30 km-re tehető.  A REST lényegében az amerikai JDAM és JDAM-ER bombák izraeli megfelelőjének tekinthető. Körkörös szórása (CEP): kevesebb mint 10 méter.